# 梅利莎·维克
梅利莎·维克（挪威語：Melissa Wiik，1985年2月7日—），挪威略肯人，女子足球运动员，司职前锋，效忠Urædd FK和挪威国家女子足球队。

## 国际比赛
2008年6月9日，她获提名参加北京奥运会，并在8月6日挪威对美国时，在比赛第四分钟进了挪威队的第二个球，使得整场比赛2:0挪威获胜。